# Prüm
Prüm település Németországban, Rajna-vidék-Pfalz tartományban. Lakosainak száma 5563 fő (2023. december 31.).

## Népesség
A település népességének változása:
| Lakosok száma | 5204 | 5412 | 5438 | 5442 | 5536 | 5563 |
|               | 1975 | 2017 | 2019 | 2021 | 2022 | 2023 |